# کاپیک فالز (نیویورک)
کاپیک فالز (به انگلیسی: Copake Falls) یک منطقهٔ مسکونی در ایالات متحده آمریکا است که در نیویورک واقع شده‌است. کاپیک فالز ۰٫۵۸ کیلومتر مربع مساحت دارد ۱۹۸٫۱۲ متر بالاتر از سطح دریا قرار دارد.